# Mooshausen
Mooshausen ist ein Ortsteil der Gemeinde Aitrach im Landkreis Ravensburg.

## Lage
Mooshausen liegt noch im Allgäu zwischen Leutkirch im Allgäu und Memmingen am Ursprung des Illerkanals in der Nähe der Mündung des Flüsschens Aitrach in die Iller.
Überregionale Bekanntheit erreichte Mooshausen durch das langjährige Wirken von Josef Weiger und Romano Guardini in Mooshausen sowie durch die Newman-Übersetzerin Maria Knoepfler und die Künstlerin Maria Elisabeth Stapp.

## Persönlichkeiten
„Mooshausener Kreis“:

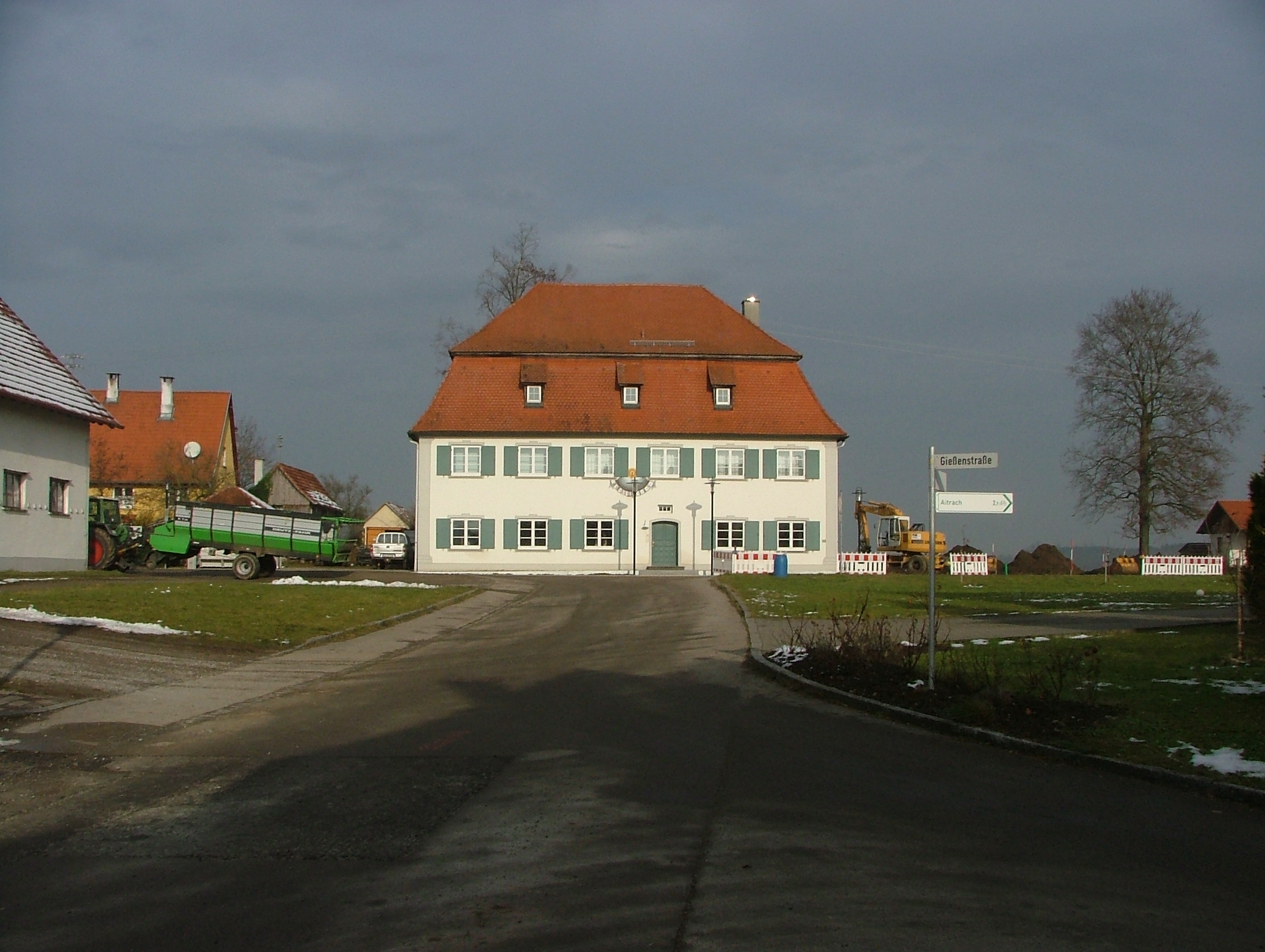
Josef-Weiger-und-Romano-Guardini-Haus

- Romano Guardini, Religionsphilosoph und Theologe.
- Josef Weiger, katholischer Pfarrer, in Mooshausen verstorben
- Maria Knoepfler (1881–1927), John Henry Newman-Übersetzerin (1881–1927)[1]
- Maria Elisabeth Stapp, Bildhauerin (1908–1995)

Andere Personen:
- Josef Bärtle, Pfarrer (1892–1949)